# Robert Casey
Robert Gerald Casey (ur. 23 września 1967 w Chicago, Illinois) – amerykański duchowny katolicki, w latach 2018–2025 biskup pomocniczy Chicago, arcybiskup metropolita Cincinnati od 2025.

## Życiorys
Święcenia kapłańskie otrzymał w dniu 21 maja 1994 i został inkardynowany do archidiecezji Chicago. Pracował jako duszpasterz parafialny na terenie miasta, był też dyrektorem programu formacyjnego przeznaczonego dla kandydatów do seminarium duchownego.
3 lipca 2018 papież Franciszek mianował go biskupem pomocniczym Chicago ze stolicą tytularną Thuburbo Maius. Sakry udzielił mu 17 września 2018 kardynał Blase Cupich. 
12 lutego 2025 został mianowany arcybiskupem metropolitą Cincinnati. Ingres odbył się 3 kwietnia 2025. Paliusz otrzymał z rąk papieża Leona XIV w dniu 29 czerwca 2025.